# Matthias Schömann
Matthias Schömann (* 14. Oktober 1960) ist ein ehemaliger deutscher Fußballspieler.

## Laufbahn
Mit dem SV Leiwen wurde Schömann im Jahr 1981 Rheinlandmeister und qualifizierte sich damit für die 1. Hauptrunde um den DFB-Pokal 1981/82. Am 29. August 1981 gewann er mit Leiwen das Heimspiel gegen den SC Herford mit 3:2 nach Verlängerung. In der zweiten Runde wurde das Pokalspiel mit Abwehrspieler Schömann am 9. Oktober 1981 im Auswärtsspiel bei Rot-Weiss Essen mit deren Leistungsträgern Matthias Herget und Gregor Grillemeier mit 1:4 verloren. Zur Saison 1983/84 schloss er sich dem FSV Salmrohr an.
Mit der Mannschaft von Präsident Peter Rauen feierte er 1985 die Meisterschaft in der Amateur-Oberliga Südwest und 1986 nach der Vizemeisterschaft den Aufstieg in die 2. Fußball-Bundesliga. 
Der 1,78 m große Abwehrspieler absolvierte in der Saison 1986/87 27 Spiele für den FSV Salmrohr in der 2. Fußball-Bundesliga. Salmrohr stieg aber am Rundenende wieder in das Amateurlager ab. Im Jahr 1990 gewann Schömann mit Salmrohr die Deutsche Fußball-Amateurmeisterschaft. 
Bis zum 30. Juni 2007 arbeitete Matthias Schömann als Trainer beim Bezirksligisten SV Mehring, danach wechselte er als Trainer zum SV Leiwen.